# (35140) 1992 RQ7
(35140) 1992 RQ7 est un astéroïde de la ceinture principale d'astéroïdes découvert en 1992.

## Description
(35140) 1992 RQ7 a été découvert le 2 septembre 1992 à l'observatoire de La Silla, au Chili, par Eric Walter Elst.

### Caractéristiques orbitales
L'orbite de cet astéroïde est caractérisée par un demi-grand axe de 2,51 ua, un périhélie de 2,21 ua, une excentricité de 0,12 et une inclinaison de 3,14° par rapport à l'écliptique. Du fait de ces caractéristiques, à savoir un demi-grand axe compris entre 2 et 3,2 ua et un périhélie supérieur à 1,666 ua, il est classé, selon la JPL Small-Body Database, comme objet de la ceinture principale d'astéroïdes.

### Caractéristiques physiques
(35140) 1992 RQ7 a une magnitude absolue (H) de 15,2 et un albédo estimé à 0,041.